# Nederlandse Wereldwijde Studenten
Nederlandse Wereldwijde Studenten (Engels: Netherlands Worldwide Students), afgekort NWS, is een Nederlandse stichting gevestigd in Amsterdam. Het vormt een wereldwijd verband van Nederlandse studenten die een volledige studie in het buitenland volgen of hebben gevolgd, biedt een platform voor gezamenlijke activiteiten en slaat een brug naar overheid, bedrijfsleven, onderwijs en maatschappij.
Stichting Nederlandse Wereldwijde Studenten werd gesticht in 2007 voor en door studenten, en werd in eerste instantie afgekort tot NEWS. In de zomer van 2012 werd een naamswijziging doorgevoerd, sindsdien staat de organisatie bekend als NWS. Er zijn ruim 3500 (oud)studenten aangesloten bij de stichting, die volledig door vrijwilligers wordt gerund. NWS ontvangt steun van (onder andere) de Nuffic, het Ministerie van Onderwijs, Cultuur en Wetenschap en het Nederlandse bedrijfsleven. De studenten die deel uitmaken van het NWS-netwerk komen uit meer dan 30 verschillende landen.

## Doelstelling
NWS is het netwerk van Nederlandse studenten die een studie in het buitenland doen, willen doen of hebben gedaan. Dit platform van bachelor-, master- en PhD-studenten onderhoudt onderling contact en vormt een brug naar Nederland. Daarnaast publiceert de NWS ook elk anderhalf een onderzoek. Het laatste onderzoek dat in december 2013 uitkwam onderzocht hoe Nederlandse studenten die in het buitenland studeren bepaalde organisaties (zoals de Nuffic en DUO) beoordelen.
Ook uitwisselingsstudenten (o.a. Erasmus-studenten) zijn in beperkte mate aangesloten bij NWS, hoewel deze strikt genomen niet tot de doelgroep behoren.

## Activiteiten

### Netwerk
NWS beheert een online database van Nederlandse studenten die aan buitenlandse universiteiten of hogescholen studeren of gestudeerd hebben. Via dit bijzondere netwerk kunnen studenten in contact komen met andere ondernemende, internationale Nederlanders om advies, lokale informatie en contacten in elke studie, sector of land uit te wisselen - en zo de stap naar een buitenlandse studie of de stap terug naar Nederland makkelijker te maken.
De database alleen toegankelijk voor geregistreerde studenten.

### NWS-dagen

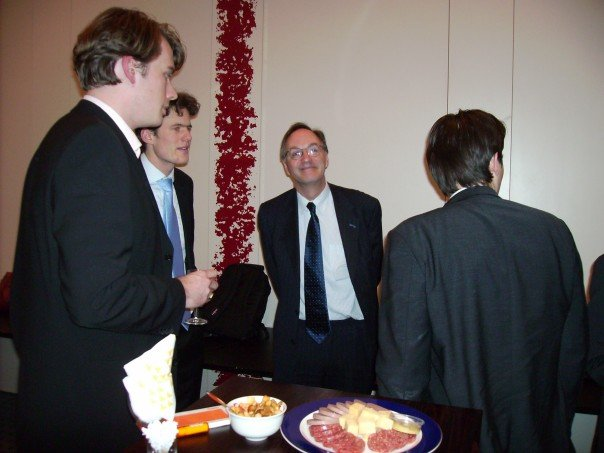
SER-voorzitter Rinnooy Kan op de NWS Jaardag (januari 2007)

Ten minste eens per jaar komen studenten en belangstellenden uit de hele wereld samen op een locatie in Nederland om kennis te maken met elkaar en om ervaringen uit te wisselen. NWS-dagen worden meestal gecombineerd met workshops, lezingen en een borrel. De jaardagen worden op de website aangekondigd.
Daarnaast heeft het NWS in 2013 voor het eerst een Scholierendag georganiseerd. Op dit evenement werd informatie verschaft voor middelbare scholieren, die meteen na de middelbare school naar het buitenland willen om te studeren. Op de NWS-scholierendag werden presentaties gegeven door onder andere Oxford University. De bedoeling is dat de Scholierendag een jaarlijks event wordt.

### NWS-clubs
Studenten in het NWS-netwerk zijn vaak georganiseerd in lokale afdelingen: NWS-clubs. NWS ondersteunt deze onafhankelijke afdelingen financieel in hun activiteiten, nodigt hen uit voor de jaardagen, en maakt het makkelijker contact te onderhouden vanuit het buitenland met de Nederlandse maatschappij, onderwijssector, overheid en bedrijfsleven.
Er bestaan al actieve NWS-clubs in onder andere Oxford, London, Cambridge, Harvard, Ithaca, Pasadena, Parijs en Brugge.

### Dutch Departure Drinks
In de zomer organiseert NWS de Dutch Departure Drinks: een jaarlijks terugkerende receptie waarop studenten die op het punt staan naar het buitenland te vertrekken elkaar leren kennen.

### Nieuwsbrief
NWS verstuurt elke maand een nieuwsbrief met informatie voor Nederlandse studenten in het buitenland.

## Comité van Aanbeveling
Het Comité van Aanbeveling van NWS bestaat uit:
- Alexander Rinnooy Kan (voormalig voorzitter Sociaal-Economische Raad)
- Jaap de Hoop Scheffer (hoogleraar Kooijmans-leerstoel voor vrede, recht en veiligheid aan de Universiteit Leiden, voormalig Secretaris-Generaal NAVO, voormalig minister van Buitenlandse Zaken)
- Jan Anthonie Bruijn (voorzitter van de Adviesraad Wetenschaps- en Technologiebeleid (AWT), hoogleraar Pathologie Universiteit van Leiden, vicevoorzitter Raad van Toezicht Hogeschool Leiden, Lid Onderwijsraad)
- Freddy Weima (algemeen directeur Nuffic)
- Robbert Dijkgraaf (directeur van het Institute for Advanced Study in Princeton (IAS), Leon Levy  Professor, universiteits-hoogleraar aan de Universiteit van Amsterdam)